# Madaras Vilma
Madaras Vilma (Budapest, 1920. január 13. – Budapest, 2008. július 13.) magyar színésznő.

## Életpályája
Budapesten született 1920. január 13-án. Az Országos Színészegyesület színiiskolájában 1939-ben kapott színészi oklevelet. Pályáját vidéki társulatokban kezdte. 1943–tól a Fővárosi Operettszínházban szerepelt, 1945-től Budapest peremkerületeiben lépett színpadra (Kispest, Újpest, Kőbánya). 1948-ban tánctanári diplomát is szerzett. 1949-től a Magyar Színház, 1950-től a Bányász Színház tagja, 1951-től a Vidám Színpad népszerű művésznője volt. Szubrettként indult, majd prózai szerepek következtek pályáján. Kiváló komikai képesség, tánctudás, robbanó temperamentum, kitűnő énektudás jellemezte.
Kolléganőivel, a Vidám Színpad két művésznőjével, Balogh Erzsivel és Járai Katival alkották a népszerű Ricsaj-triót, mellyel a hatvanas években blüetteket, vidám, zenés egyvelegeket adtak elő. A trióban fellépett Madaras Vilma mellett Schubert Éva és Dévai Hédi is.

## Fontosabb színházi szerepei
- William Shakespeare: III. Richárd... York hercegné
- Molière: Tartuffe... Mariane, Orgon lánya Valér szerelme
- Jacques Deval: Francia szobalány... Francoise, Eric felesége
- Fjodor Mihajlovics Dosztojevszkij – Szántó Armand – Szécsén Mihály: Két férfi az ágy alatt... Tábornokné
- Valentyin Petrovics Katajev: Bolond vasárnap... Igazgatónő
- Nyikolaj Alfredovics Adujev: Dohányon vett kapitány... Niniche
- Vörösmarty Mihály: Csongor és Tünde... Ilma
- Molnár Ferenc: Doktor úr... Sárkányné
- Molnár Ferenc: Ibolya... Rakolnoki kisasszony
- Heltai Jenő: Naftalin...
- Nagy Endre: A miniszterelnök... Mari, cselédlány
- Gábor Andor: Dollárpapa... Hrabovszkyné
- Gádor Béla: Álomlovag... Lucy, szobalány
- Görgey Gábor – Gádor Béla: Részeg éjszaka... Mama
- Gyárfás Miklós: Férfiaknak tilos... Piroska, a szemtelen kisasszony
- Gyárfás Miklós – Örkény István: Zichy palota... Sári, Farsang Ferenc leánya
- Szinetár György: Susmus... Kondorné
- Szinetár György: Fogad 3-tól 5-ig... Baracskáné
- Kállai István: Majd a papa... Bori
- Kertész Imre: Csacsifogat... Mama
- Johann Strauss: Cigánybáró... Arzéna
- Jacques Offenbach: Fortunio dala... Babette
- Kacsóh Pongrác: János vitéz... Iluska
- Lehár Ferenc: A mosoly országa... Mi
- Lehár Ferenc: Cigányszerelem... Körösházi Ilona
- Kálmán Imre: Marica grófnő... Gréti
- Ábrahám Pál: Viktória... Riquette
- Békeffi István – Szenes Iván – Fényes Szabolcs: Szerencsés flótás... Ilonka
- Zágon István – Nóti Károly – Eisemann Mihály: Hyppolit a lakáj... Schneiderné
- Robert Thomas: Nyolc nő... Augustine
- Urbán Ernő: A nagy baklövés... Cs-né Tömböly Fruzsina, reprezentatív hitves
- Urbán Ernő: Fő a csomagolás!... Balogh Antalné az igazság angyala
- Rónai Miklós: Legfeljebb válunk... Császárné
- Csizmarek Mátyás: Házassági alkalmazott... Elnöknő
- Csizmarek Mátyás - Nádasi László: Aki jól fekszik... Klári

## Filmek, tv
- Kölcsönkért férjek (1942)
- Fel a fejjel (1954)
- Körúti tánc (1954)
- Gázolás (1955)
- Szent Péter esernyője (1958)
- Szerelem csütörtök (1959)
- Májusi fagy (1962)
- Amíg holnap lesz (1962)
- Pirosbetűs hétköznapok (1962)
- Kertes házak utcája (1963)
- Hattyúdal (1963)
- A pénzcsináló (1964)
- Patyolat akció (1965)
- Délután ötkor (1965)
- Közbejött apróság (1966)
- Kutyaszerencse (1967)
- Egyszerű kis ügy (1969)
- Gyula vitéz télen-nyáron (1970)
- A szüzek városa (Zenés TV Színház, 1973)
- Kenyér és cigaretta (1975)
- Robog az úthenger (sorozat)

- Háromnapos ünnep című rész (1977)
- Házikoncert (1978)
- Mire megvénülünk (sorozat) 5. rész. (1978)
- Utolsó üzenet (1979)
- Vakáció a halott utcában (1979)
- Maya (Zenés TV Színház, 1979)
- Családi kör (sorozat) (1980)
- Társkeresés N. 1463 (1982)
- Mint oldott kéve (sorozat)

- Franciaország 1855-1857 című rész (1983)
- Örökkön-örökké (1984)
- Linda (sorozat)

- Aranyháromszög című rész (1989)